# 모리 가이토
모리 가이토(일본어: 森 海渡, 2000년 6월 7일~)는 일본의 축구 선수이다.

## 구단 경력
그는 2022년 J1리그의 가시와 레이솔에 입단했다. 2023년 J2리그의 도쿠시마 보르티스로 이적했다. 2024년 요코하마 FC로 이적했다. 2024년 J2리그 준우승으로 J1리그로 승격했다.